# Colin Barnett
Colin James Barnett, né le 15 juillet 1950 à Nedlands, est un homme d'État australien, chef du Parti libéral d'Australie-Occidentale et Premier ministre d'Australie-Occidentale du 23 septembre 2008 au 17 mars 2017. 

## Biographie
Barnett dirige la Chambre de commerce et d'industrie d'Australie-Occidentale, et est chargé de cours d'économie à l'université Curtin. Ministre dans le gouvernement Richard Court entre 1993 et 2001, il est ensuite chef de l'opposition jusqu'en 2005. Élu de nouveau chef du Parti libéral en août 2008, il remporte un mois plus tard les élections législatives de l'État et prête serment devant le gouverneur Ken Michael le 23 septembre suivant.